# Palmenhaus Schönbrunn

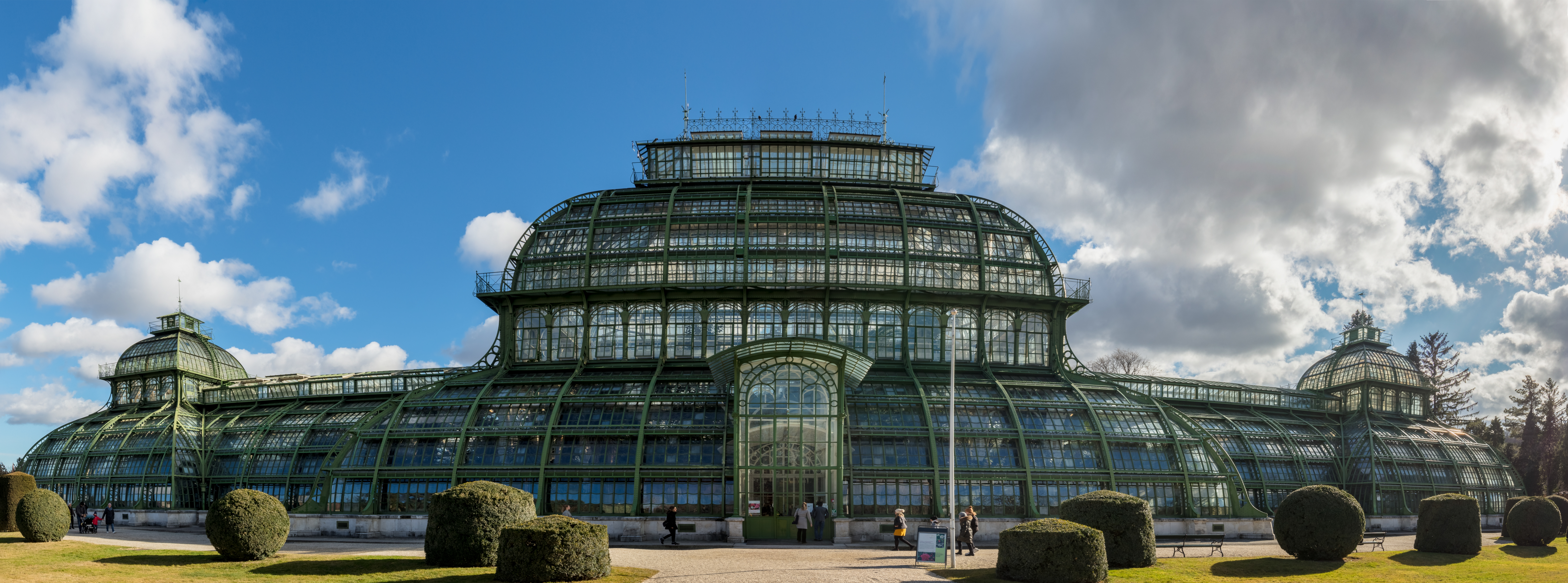
La Palmenhaus de Schönbrunn

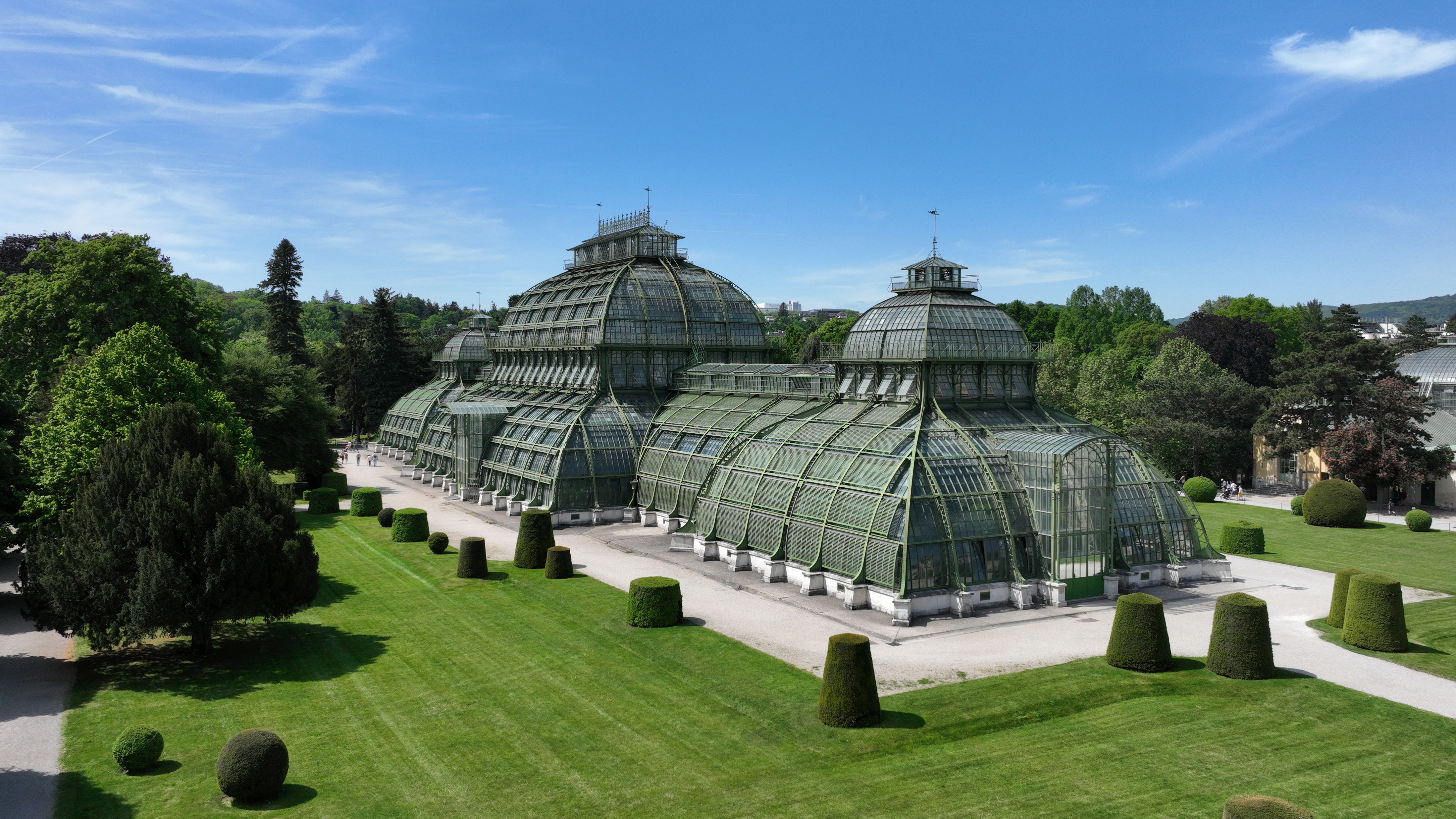
Vue aérienne du Palmenhaus dans le parc du château de Schönbrunn

La Palmenhaus Schönbrunn  (littéralement, « serre des Palmiers de Schönbrunn ») est une grande serre métallique située à Vienne, en Autriche, présentant des plantes du monde entier. Ouverte en 1882, il s'agit de la plus importante des quatre serres du parc du château de Schönbrunn et de l'une des plus grandes expositions botaniques de ce type au monde, avec environ 4 500 espèces de plantes.

## Histoire

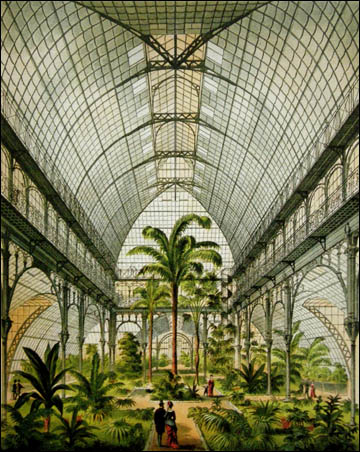
Un dessin du Palmenhaus en 1883.

Plusieurs précurseurs avaient été construits dans le parc du Palais aux XVIIIe et XIXe siècles, sous les empereurs François Ier et Joseph II. Le bâtiment actuel a été construit par Ignaz Gridl sur les plans de l'architecte de la cour Franz-Xaver von Segenschmid, connu pour ses projets de ponts, et de Sigmund Wagner. Le début des travaux a eu lieu en 1881 et François-Joseph Ier a ouvert la serre le 19 juin 1882. Depuis 1918, l'édifice est géré par le Bundesgärten (Jardins fédéraux). En février 1945, un attentat à la bombe contre le château de Schönbrunn détruisit la plupart des vitrages du Palmenhaus. Beaucoup de plantes sont mortes, même si certaines ont été sauvées en étant transférées dans la Sonnenuhrhaus voisine. La reconstruction commença en 1948 et la Palmenhaus fut rouverte en 1953.
Le bâtiment a été fermé au public en 1976 par mesure de sécurité à la suite de l'effondrement du Reichsbrücke. Des rénovations ont été effectuées entre 1986 et 1990.

## Architecture
Construit avec 600 tonnes de fer forgé et 120 tonnes de fonte, le Palmenhaus mesure 111 mètres de long, 28 mètres de large et 25 mètres de haut et compte 45 000 carreaux de verre. Les annexes des côtés nord et sud servent respectivement de chambre froide et de serre.

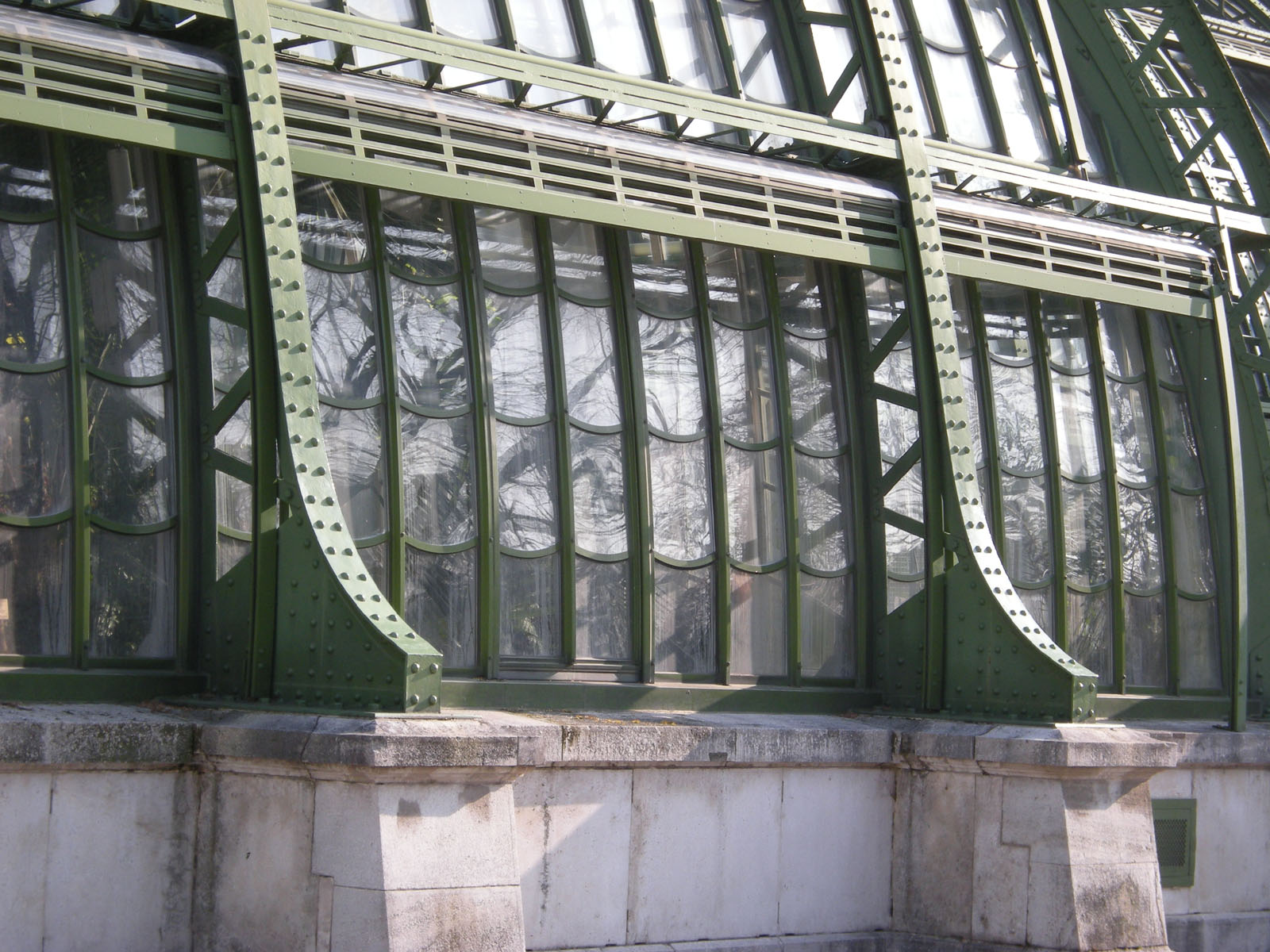
Détail de la structure.
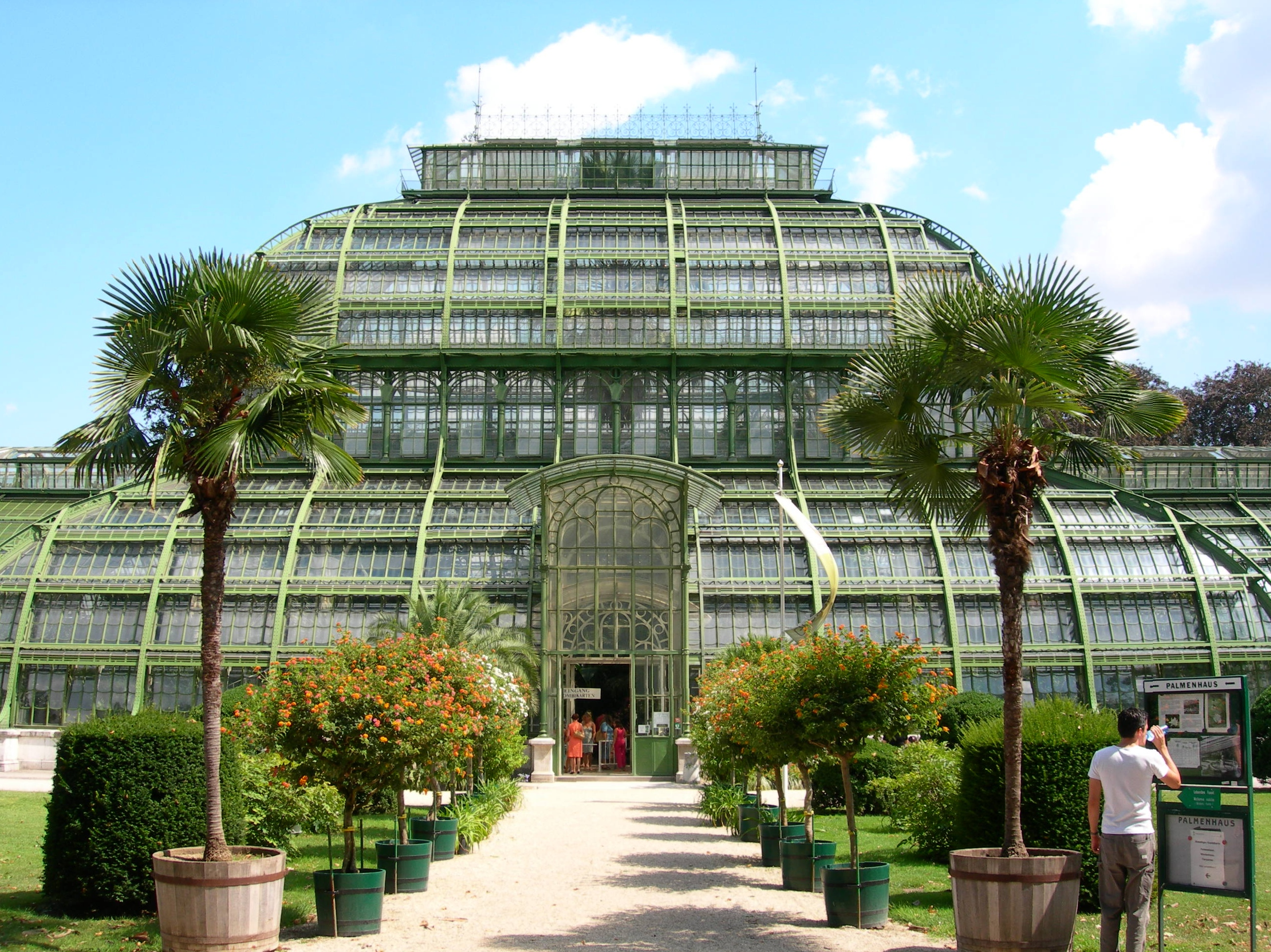
Entrée du hall central.
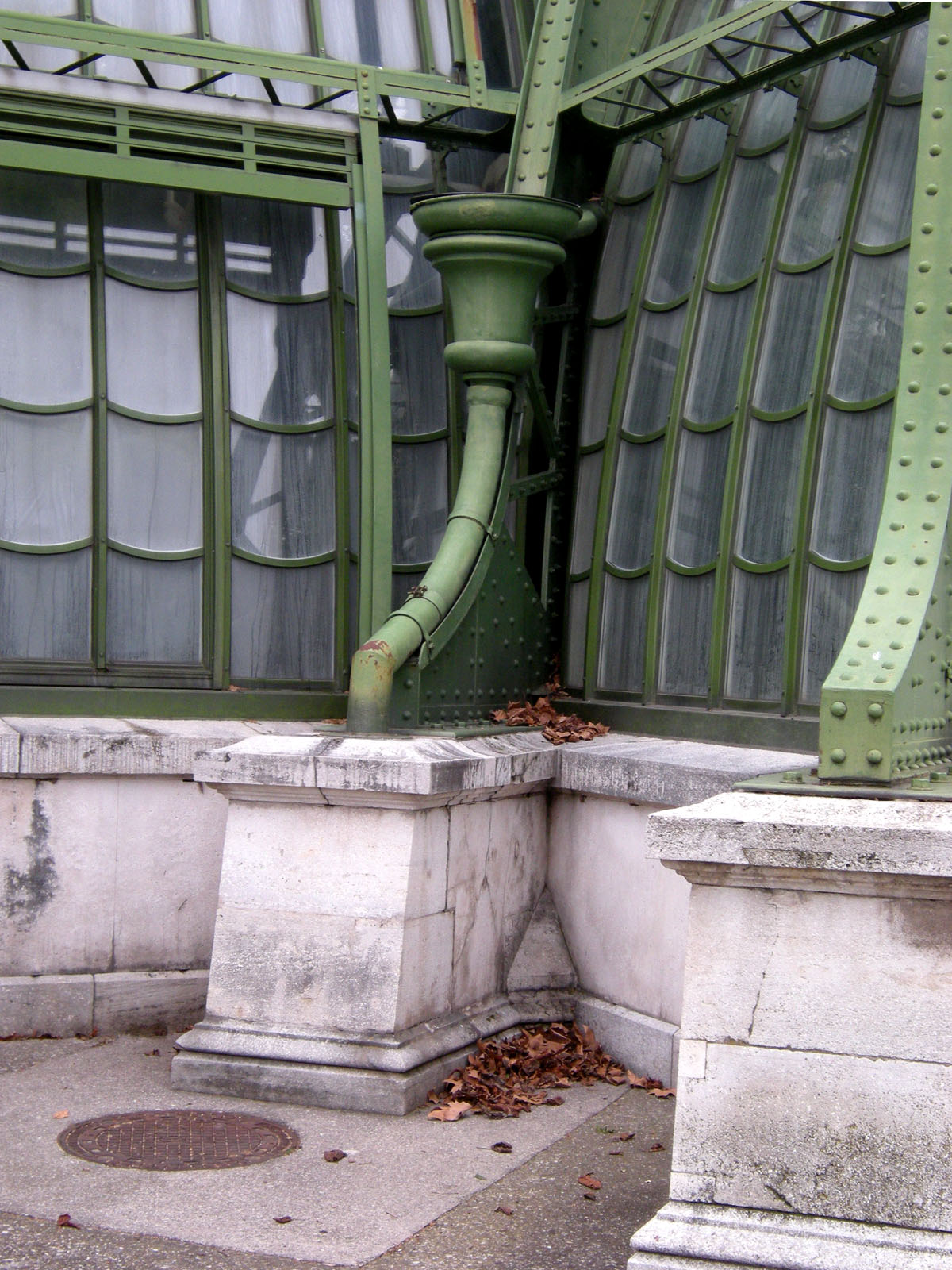
Détail du conduit d'eau.
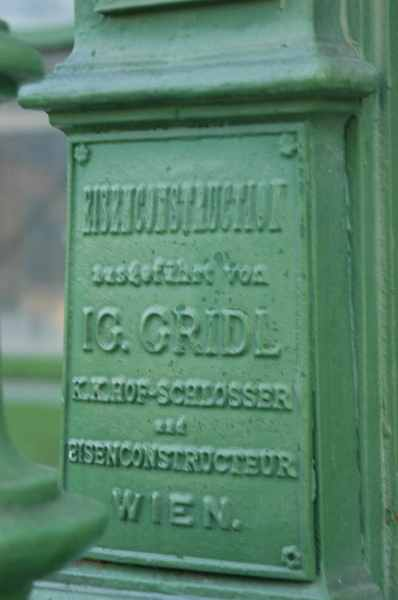
Détail de la structure métallique indiquant le nom de Gridl.
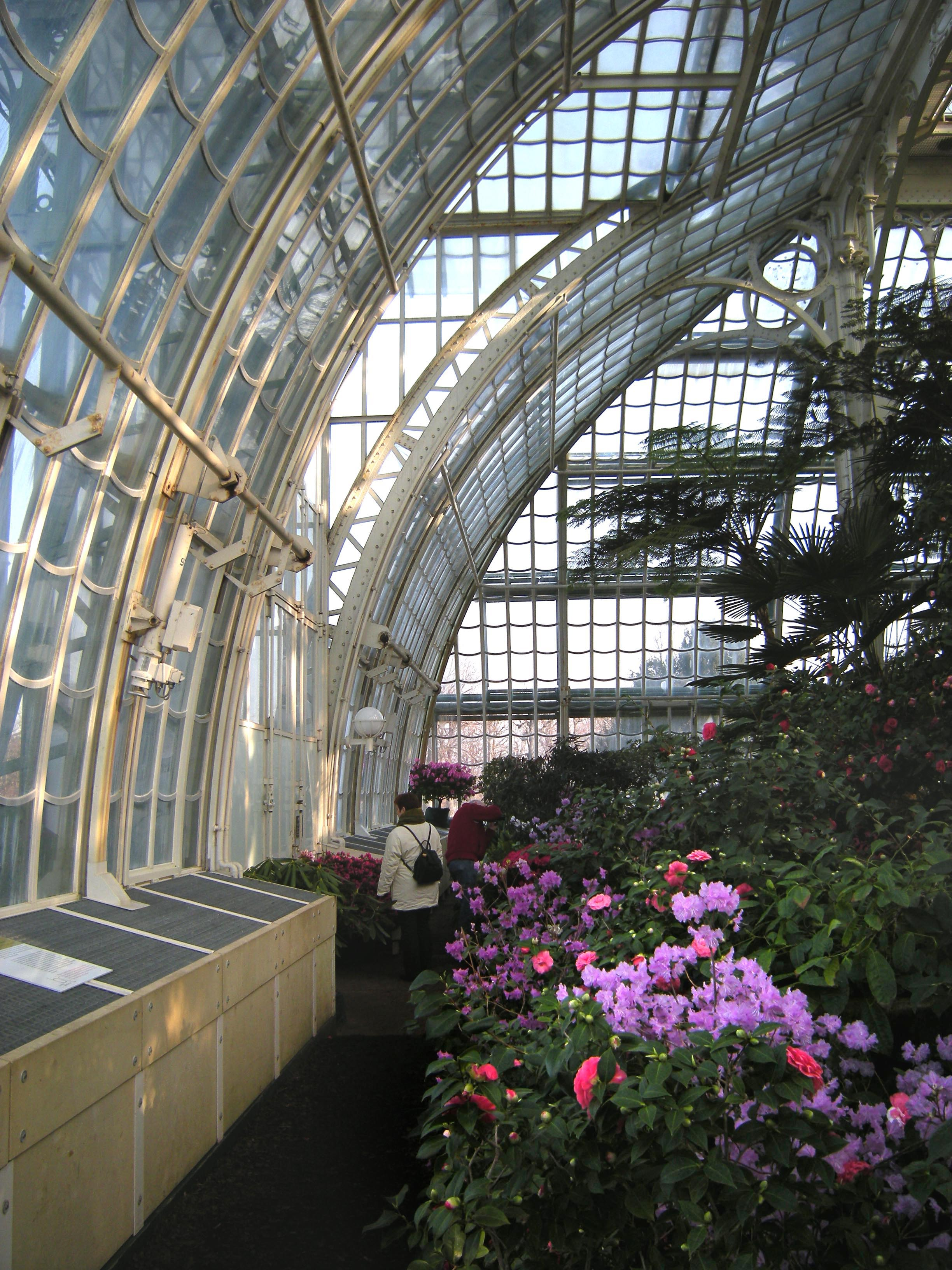
La structure depuis l'intérieur.
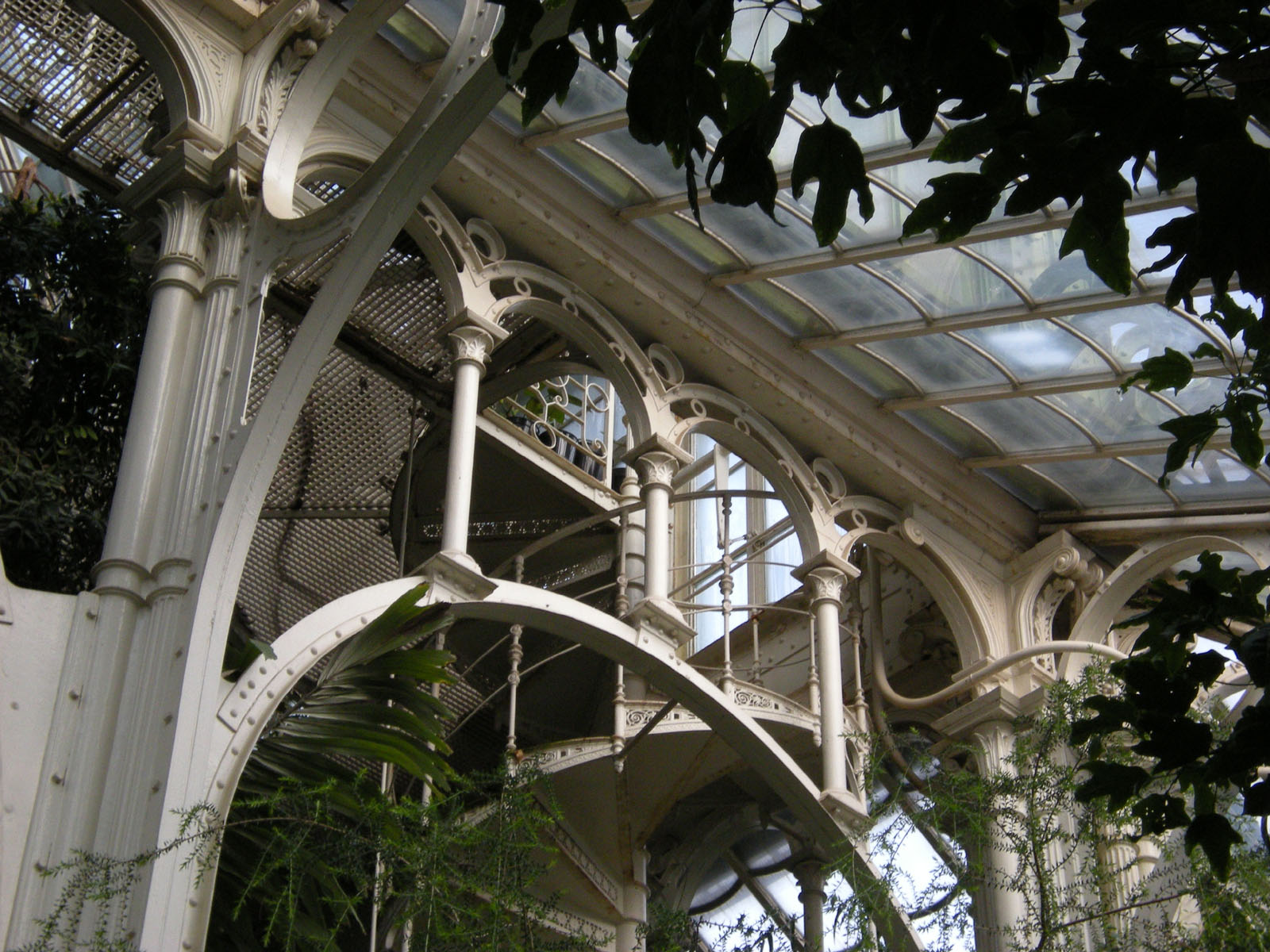
Détail des arches soutenant le toit.
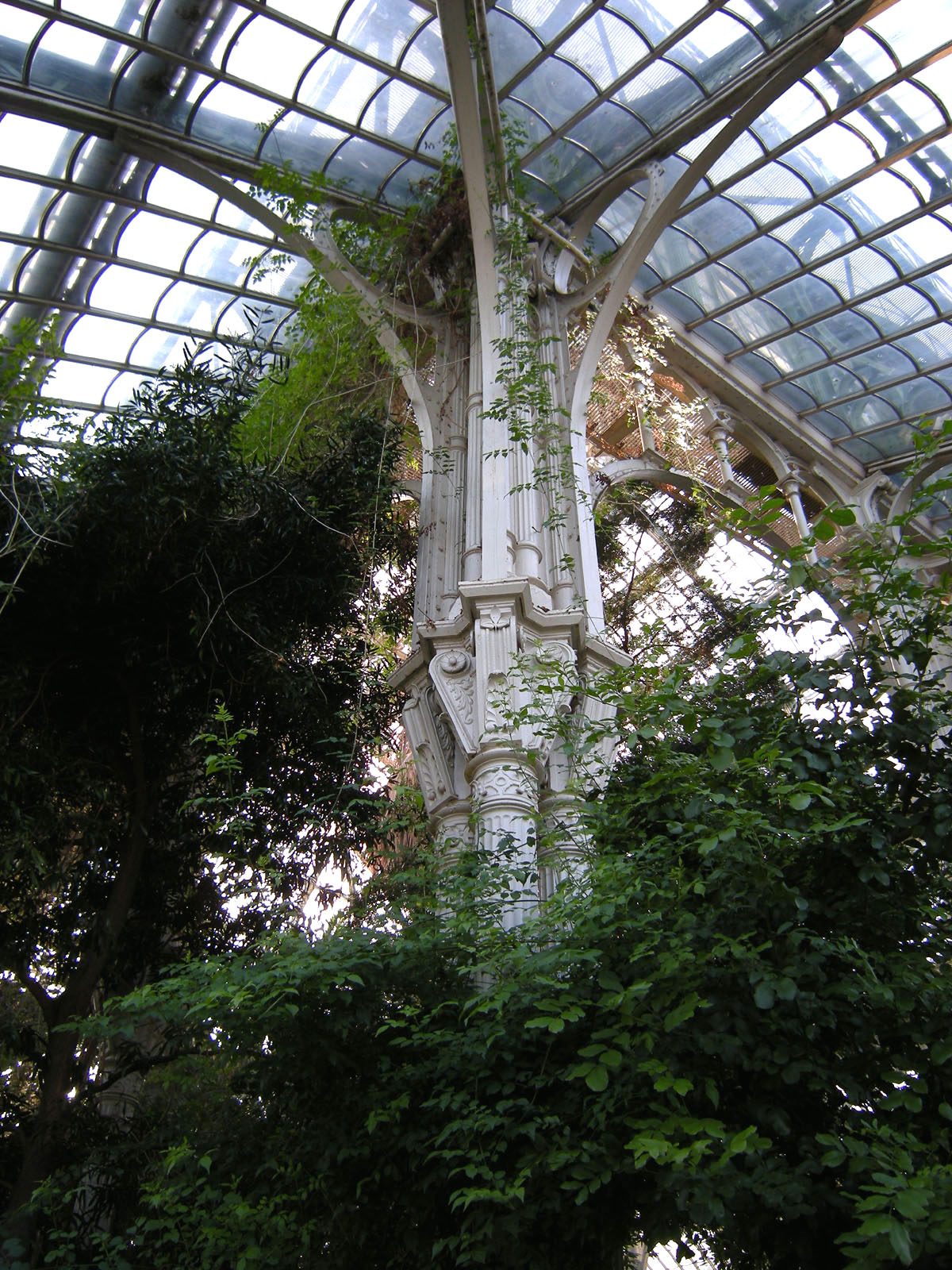
Colonne en fonte en forme d'arbre.
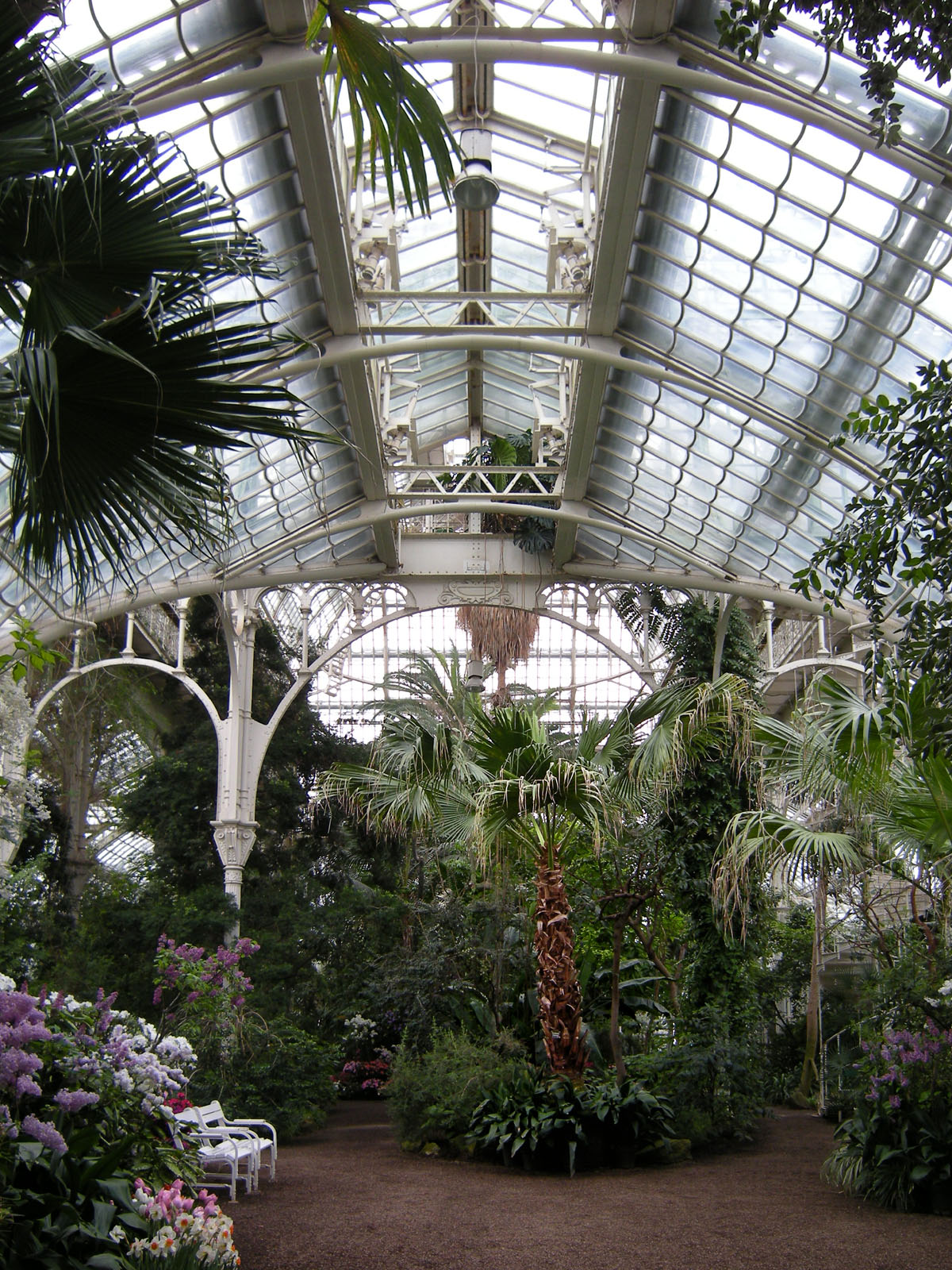
Salle centrale.
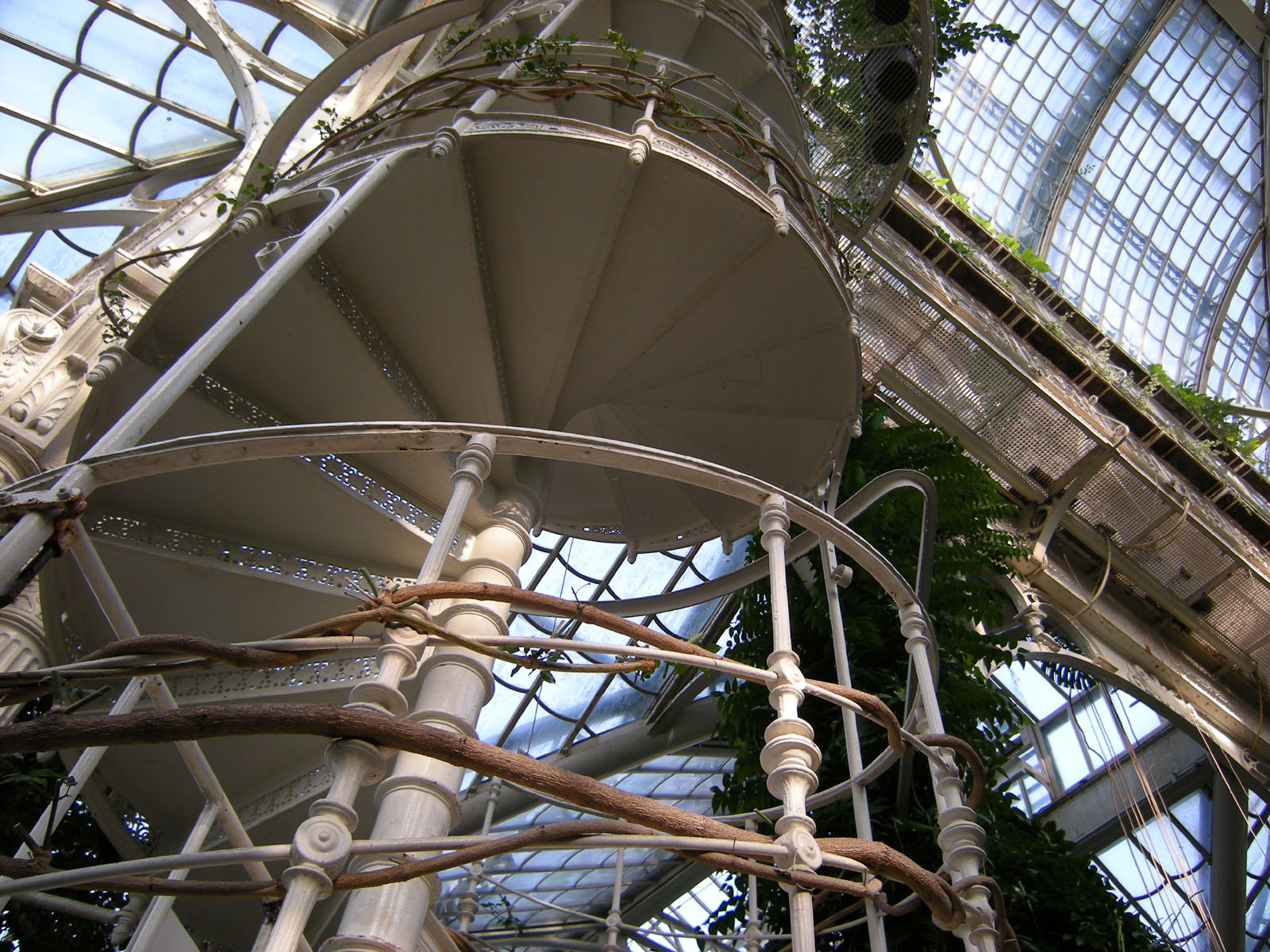
Escalier en colimaçon.

## Espèces remarquables

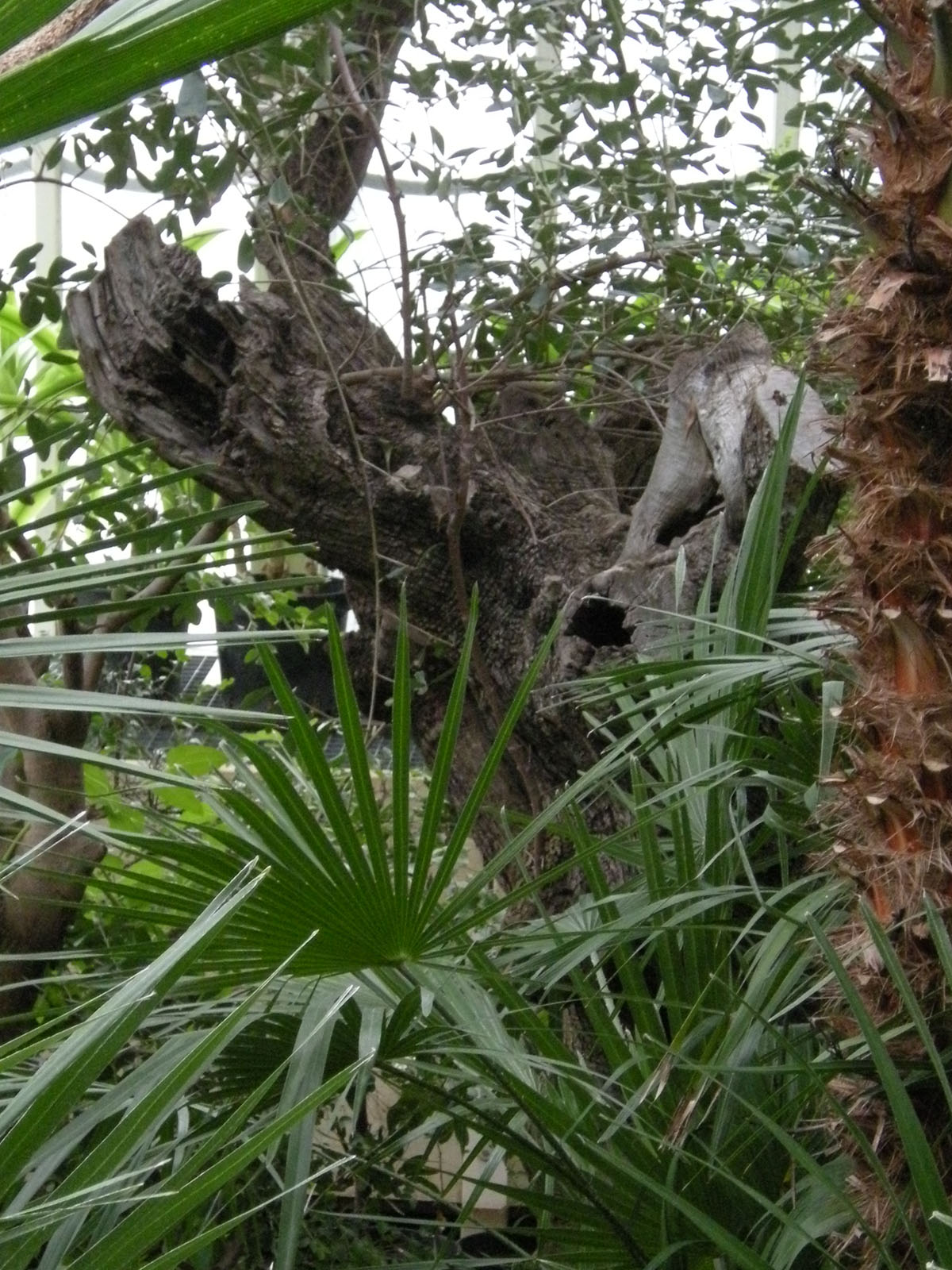
L'olivier de 350 ans

- La plante la plus ancienne est un olivier âgé d'environ 350 ans, offert par l'Espagne en 1974.
- Une Wollemia, espèce dite « fossile vivante », découverte en 1994. Celui-ci est prêté en permanence par le Jardin botanique de l'Université de Vienne et est l'un des rares à être cultivé en dehors de l'Australie.
- Un cocotier de mer, offert par les Seychelles en 1990 et qui ne devrait pas fleurir avant 50 à 100 ans.

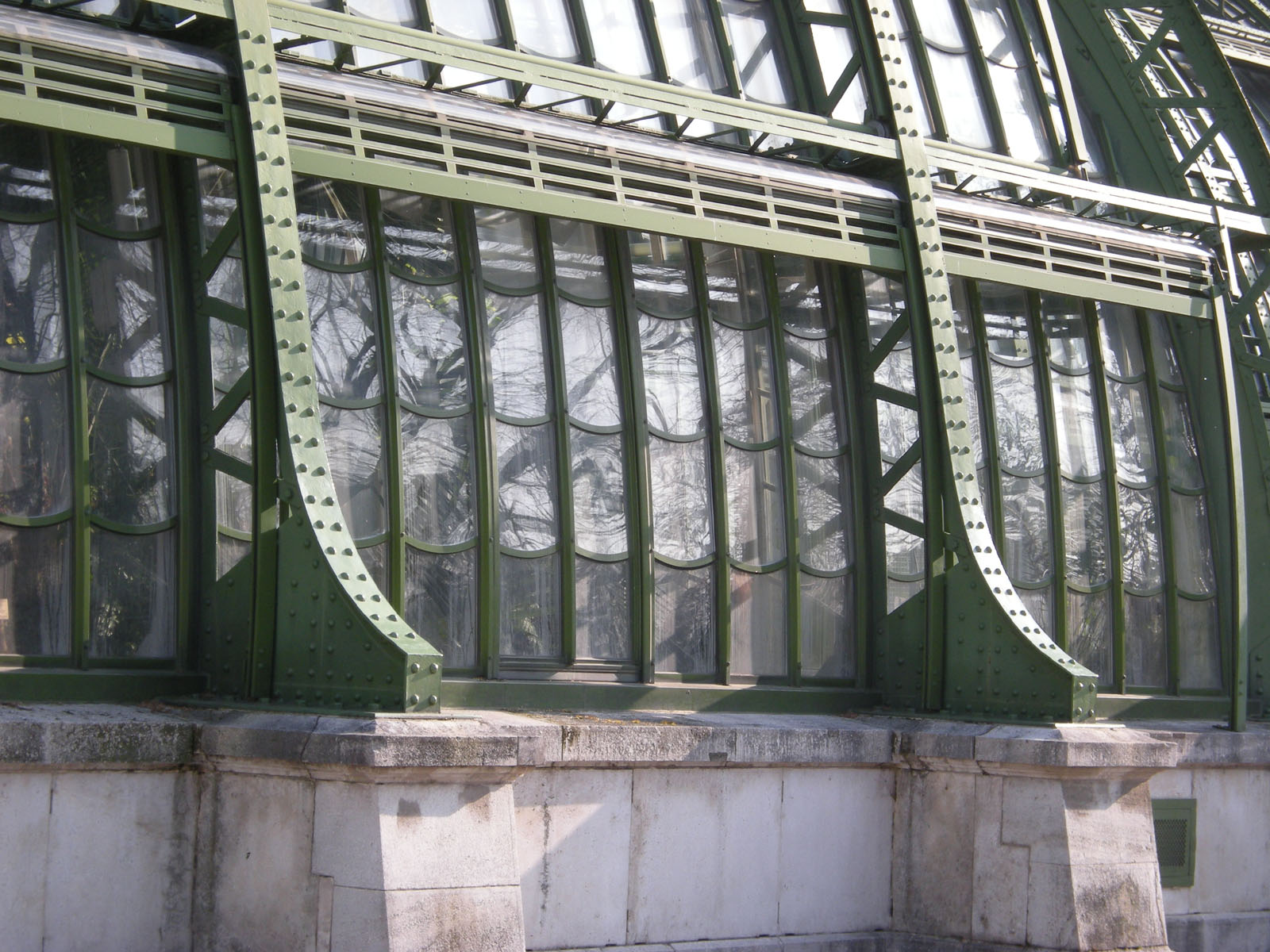
Détail.
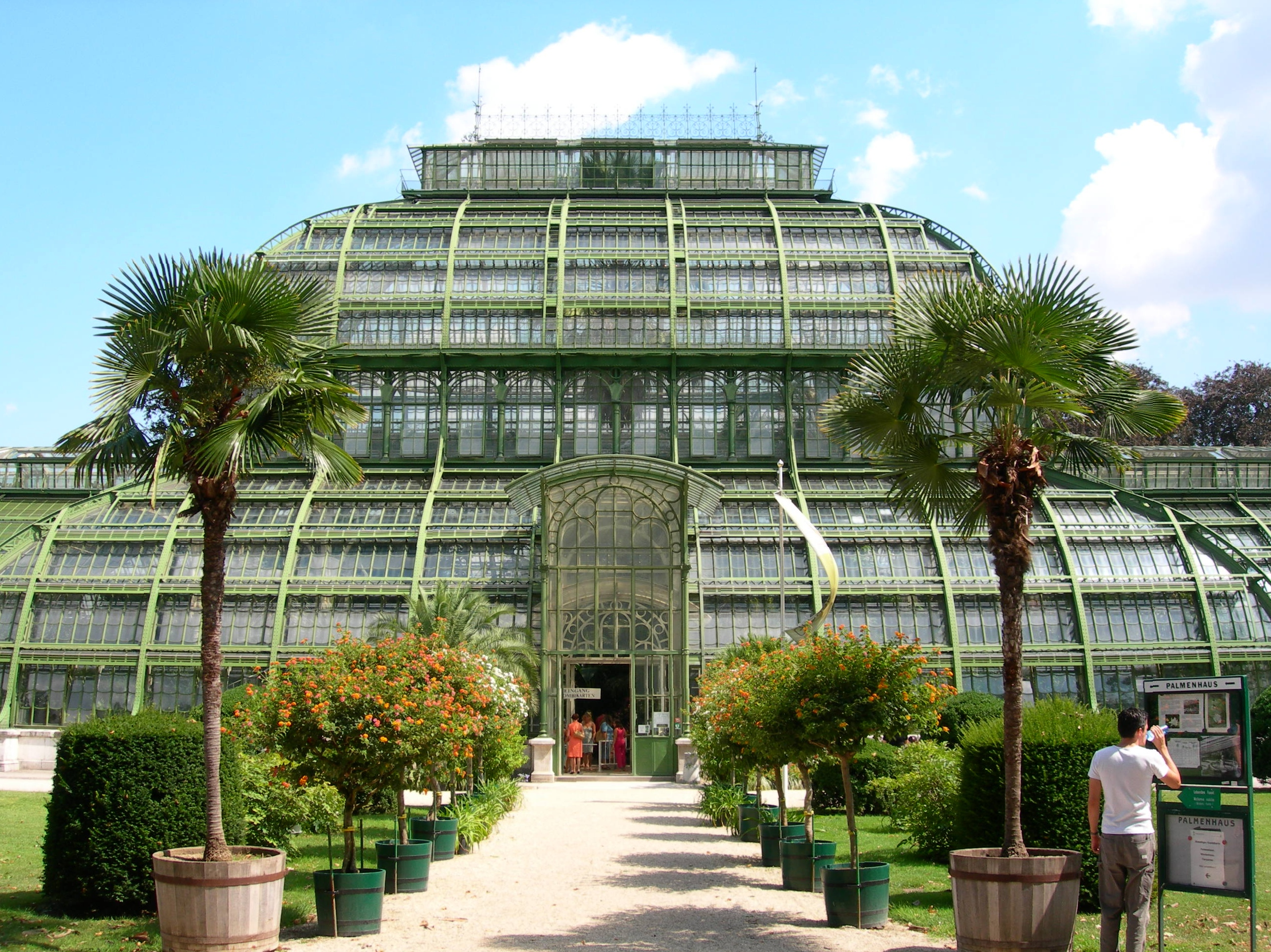
Entrée de la serre centrale.
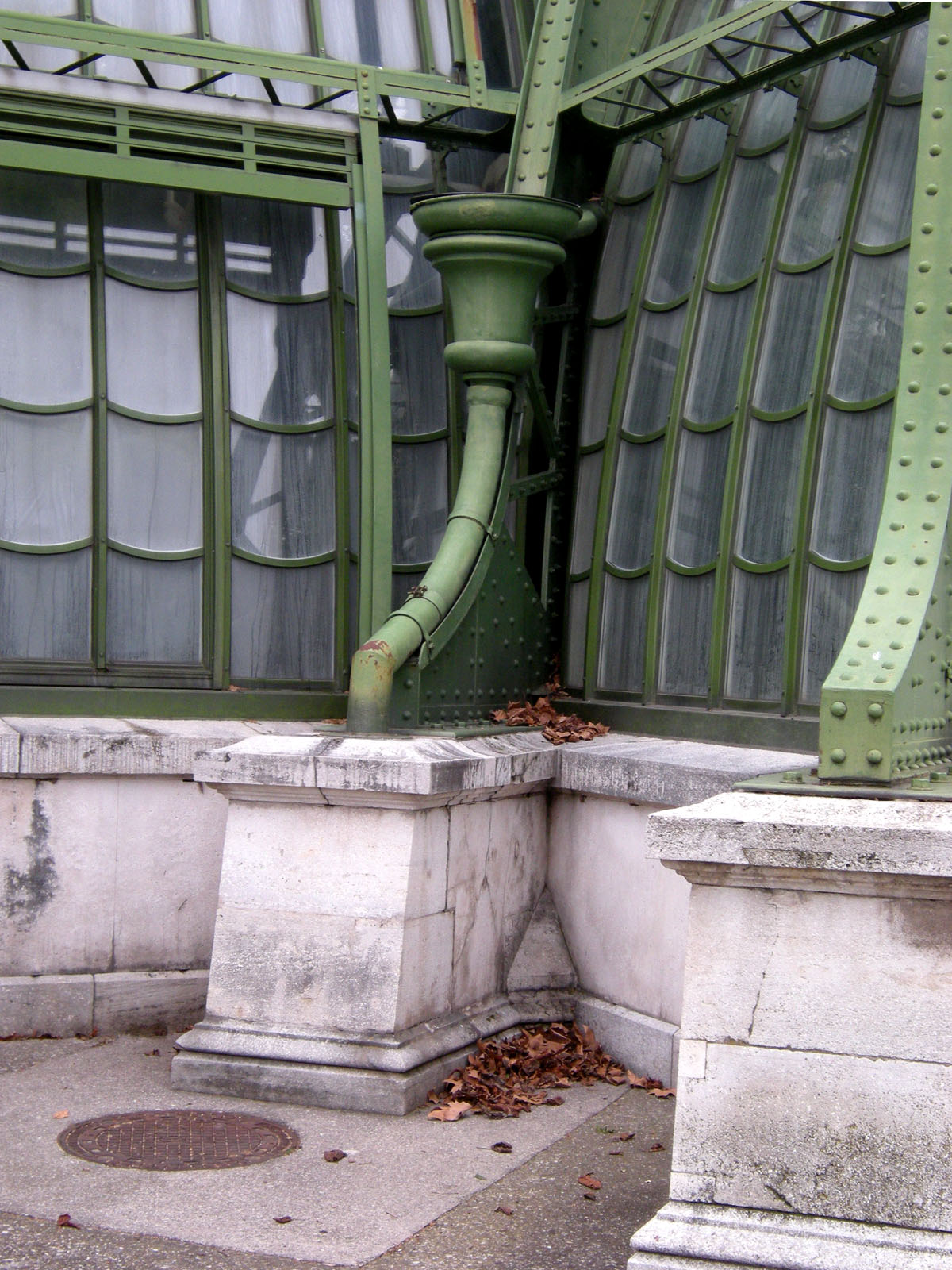
Un nénuphar Victoria qui a fleuri en 2001 pour la première fois en plus de 40 ans.
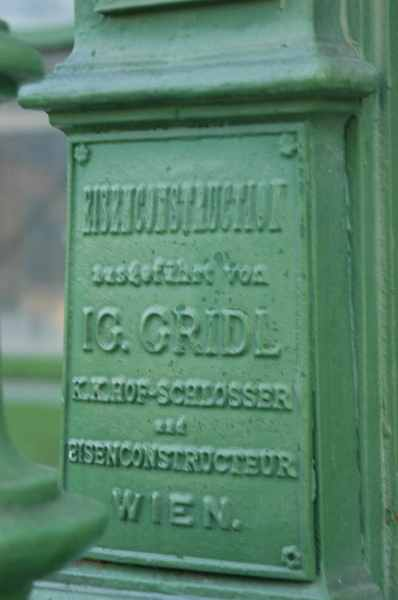
Structure métallique indiquant le nom de Gridl.
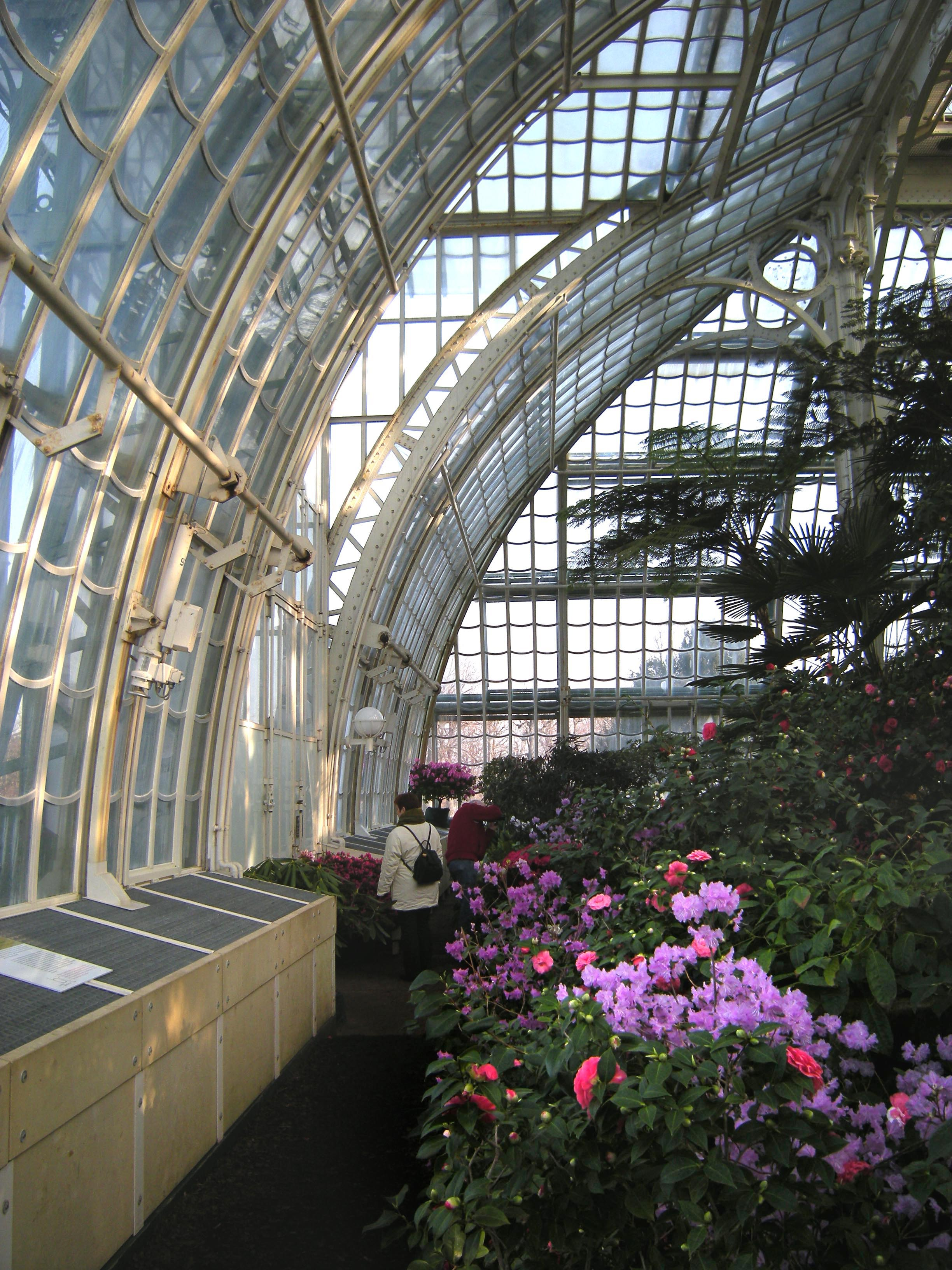
Le centre du bâtiment est traditionnellement l'emplacement de la plante la plus haute. La plante actuelle, plantée en 2008, est un Livistona chinensis connu sous le nom de « palmier Mirna » en hommage à la nageuse autrichienne Mirna Jukić.
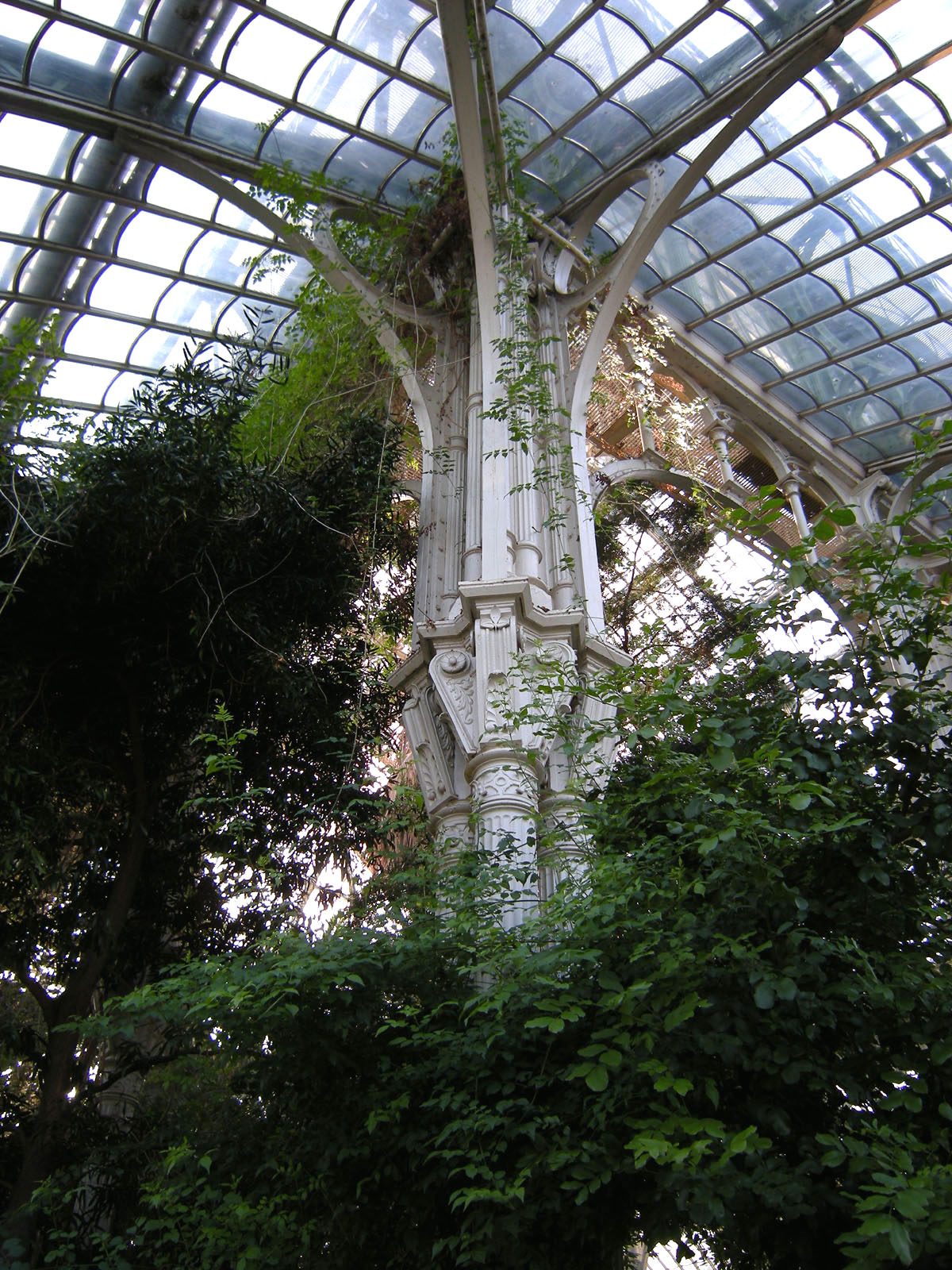
Colonne en fonte en forme d'arbre.
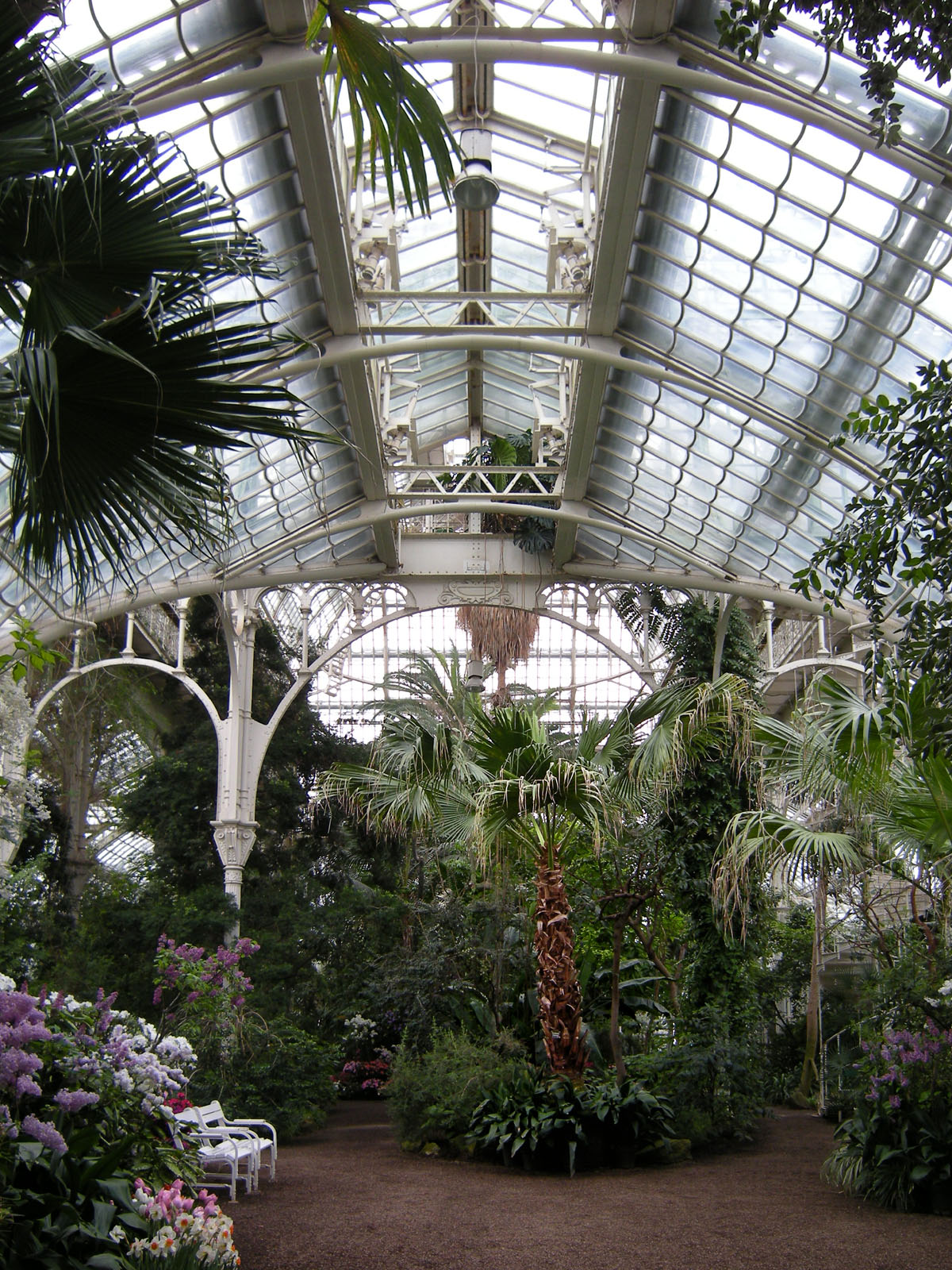
Salle centrale.
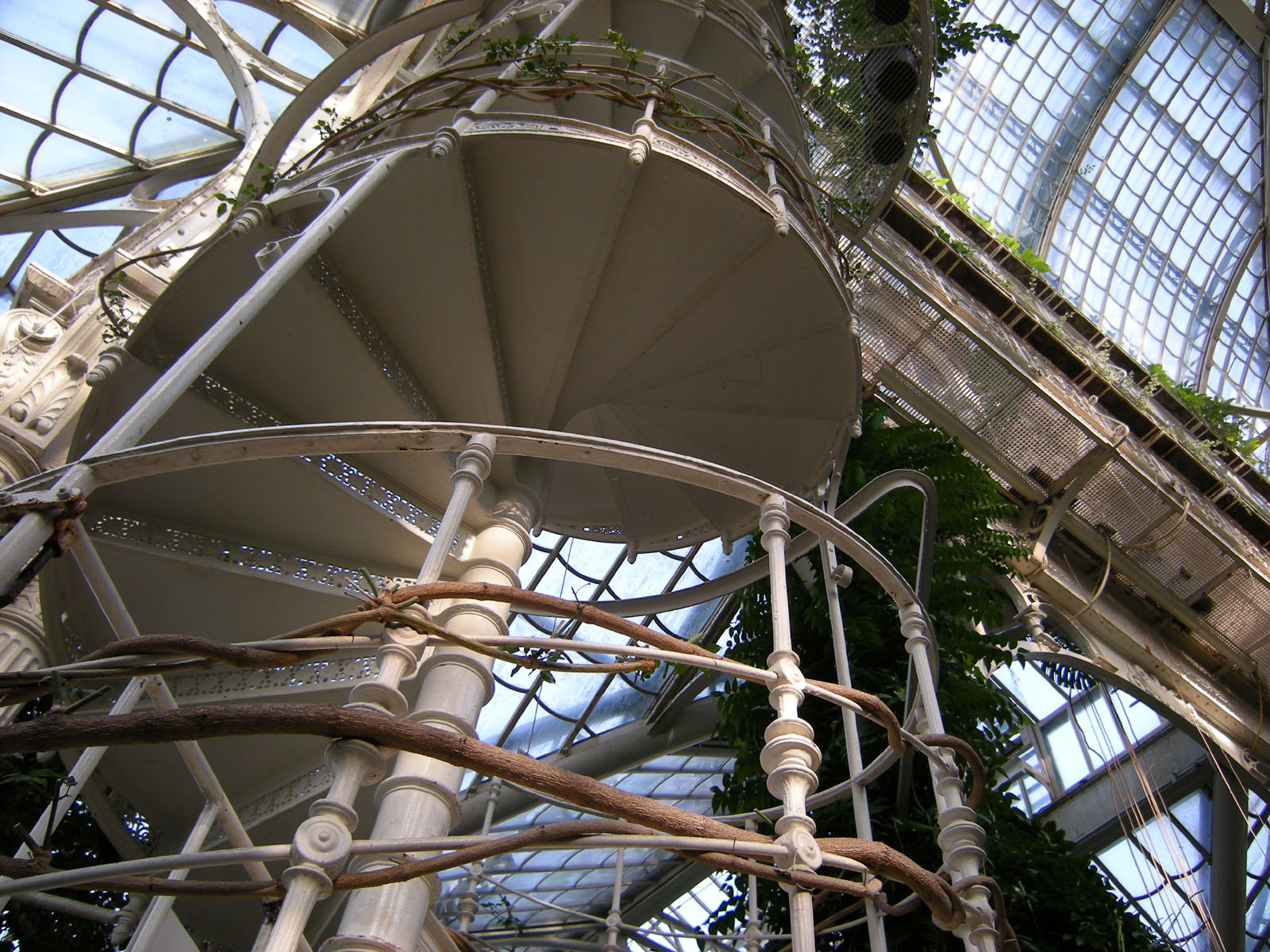
Escalier en colimaçon.
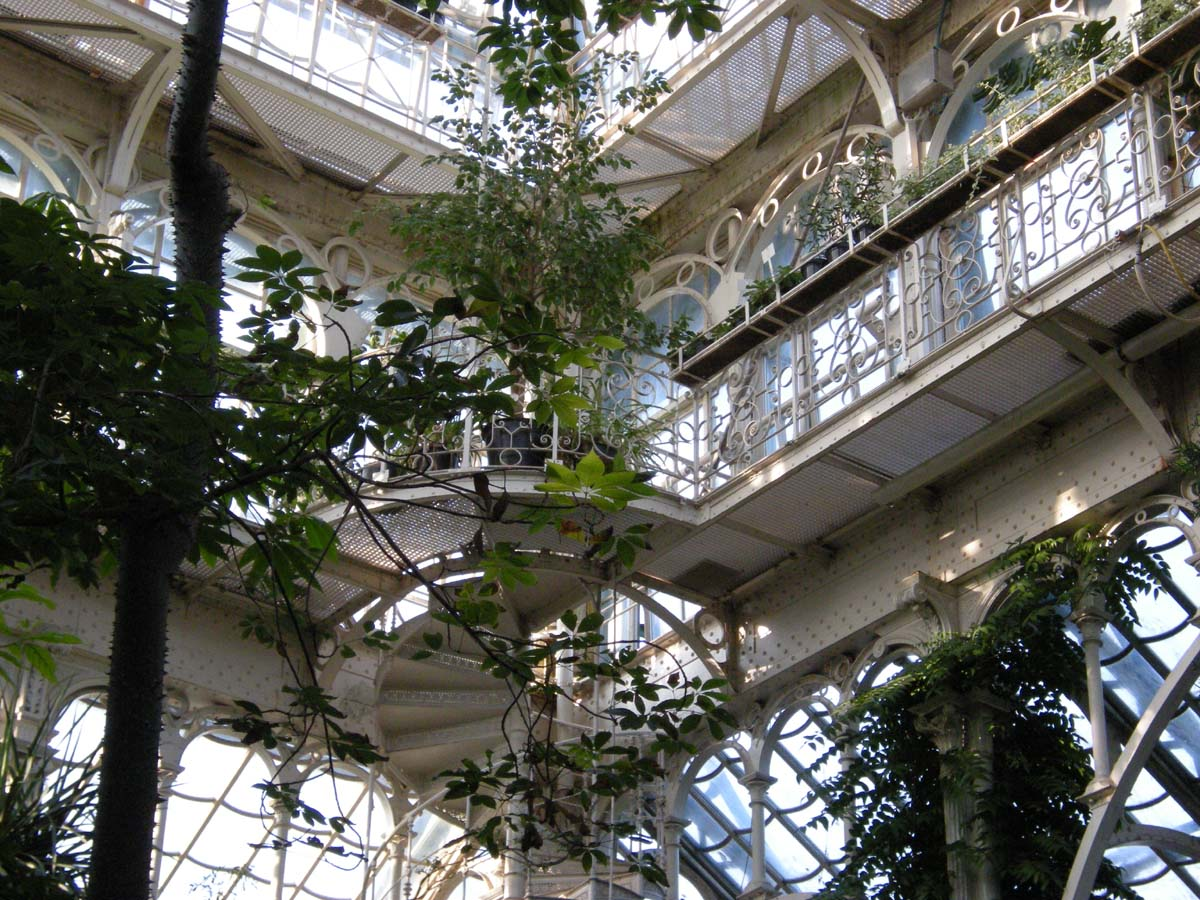
Haut des escaliers et galeries.

- D'autres collections notables comprennent les azalées et les cyatheales.